# Temporada da NHL de 1968–69
A temporada da NHL de 1968–69 foi a 52.ª  temporada da National Hockey League (NHL). Doze times jogaram 76 partidas cada (duas a mais que em 1967-68). Pela segunda vez seguida o Montreal Canadiens venceu a Stanley Cup em cima do St. Louis Blues. O título veio em quatro jogos no confronto,exatamente o mesmo resultado da temporada anterior.

## Temporada Regular
A NHL alterou sua estrutura de calendário em relação à temporada anterior. Em 1968-69 cada time enfrentou seus adversários de divisão por 8 vezes (em vez de 10) e oponentes não divisionais por 6 vezes (em vez de 4), para um total de 76 jogos.
Antes dessa temporada, nenhum jogador havia chegado a 100 pontos em uma temporada. Essa temporada viu não apenas a marca ser atingida, como também por três jogadores. O jogador do Boston Bruins Phil Esposito liderou o caminho com 49 gols e 77 assistências para um surpreendente novo recorde de 126 pontos, estabelecendo, também, um recorde com os colegas Wayne Cashman e Ron Murphy para mais pontos em uma temporada por uma linha ofensiva. Bobby Hull, doChicago, estabeleceu um novo recorde de gols, com 58,e ficou no segundo lugar geral de pontos, com 107. O atleta de 41 anos Gordie Howe ficou em terceiro, com 103 pontos.
Red Berenson, de St. Louis, empatou com um recorde da NHL, marcando seis gols para os Blues em uma conquista por 8–0 do Philadelphia Flyers em 7 de novembro. Ele tornou-se o primeiro jogador a marcar um duplo hat-trick em um jogo fora de casa.Doug Favell foi a vítima dos gols.
Apesar de terminar em último na Divisão do Oeste, Minnesota apareceu com um bom estreante asa esquerda chamado Danny Grant, que empatou o recorde de 40 anos do jogador Nels Stewart de mais gols de um estreante, com 34.  Norm Ferguson de Oakland também empatou a marca, com 34.
Em 21 de dezembro, com Gump Worsley fora por causa de uma crise nervosa e Rogie Vachon lesionado com uma mão quebrada, o goleiro estreante Tony Esposito dos Canadiens e Gerry Cheevers dos Bruins jogaram muito em um clássico empate sem gols. Esposito fez 41 defesas, muitas extremamente difíceis, contra Johnny McKenzie, Fred Stanfield, Ron Murphy e o irmão mais velho Phil. Cheevers defendeu 34 vezes, incluindo paradas de Henri Richard e Bobby Rousseau.
Los Angeles introduziu o goleiro estreante Gerry Desjardins, que fez um bom trabalho para Wayne Rutledge, que sofreu com uma lesão na virilha durante a maior parte da temporada.  Desjardins conseguiu 4 jogos sem sofrer gols na temporada, ajudando os Kings a chegarem aos playoffs  e a vencerem sua primeira série sobre Oakland.
Em 2 de março, Phil Esposito tornou-se o primeiro jogador da NHL a marcar 100 pontos em uma temporada na vitória por 4-0 sobre o Pittsburgh Penguins.
Na partida Boston-Chicago de 20 de março, duas marcas foram atingidas. Bobby Hull quebrou seu recorde de gols com o 55º gol, e Bobby Orr quebrou a marca de Flash Hollett de gols de um defensor, com seu 21º gol. 

### Classificação Final
Nota: PJ = Partidas Jogadas, V = Vitórias, D = Derrotas, E = Empates, Pts = Pontos, GP = Gols Pró, GC = Gols Contra,PEM=Penalizações em Minutos

Times que se classificaram aos play-offs estão destacados em negrito
|                     | J  | V  | D  | E  | GP  | GC  | PTS |
| ------------------- | -- | -- | -- | -- | --- | --- | --- |
| Montreal Canadiens  | 76 | 46 | 19 | 11 | 271 | 202 | 103 |
| Boston Bruins       | 76 | 42 | 18 | 16 | 303 | 221 | 100 |
| New York Rangers    | 76 | 41 | 26 | 9  | 231 | 196 | 91  |
| Toronto Maple Leafs | 76 | 35 | 26 | 15 | 234 | 217 | 85  |
| Detroit Red Wings   | 76 | 33 | 31 | 12 | 239 | 221 | 78  |
| Chicago Black Hawks | 76 | 34 | 33 | 9  | 280 | 246 | 77  |

|                       | J  | V  | D  | E  | GP  | GC  | PTS |
| --------------------- | -- | -- | -- | -- | --- | --- | --- |
| St. Louis Blues       | 76 | 37 | 25 | 14 | 204 | 157 | 88  |
| Oakland Seals         | 76 | 29 | 36 | 11 | 219 | 251 | 69  |
| Philadelphia Flyers   | 76 | 20 | 35 | 21 | 174 | 225 | 61  |
| Los Angeles Kings     | 76 | 24 | 42 | 10 | 185 | 260 | 58  |
| Pittsburgh Penguins   | 76 | 20 | 45 | 11 | 189 | 252 | 51  |
| Minnesota North Stars | 76 | 18 | 43 | 15 | 189 | 270 | 51  |

### Artilheiros
PJ = Partidas Jogadas, G = Gols, A = Assistências, Pts = Pontos, PEM = Penalizações em Minutos
| Jogador         | Time                | PJ | G  | A  | Pts | PEM |
| --------------- | ------------------- | -- | -- | -- | --- | --- |
| Phil Esposito   | Boston Bruins       | 74 | 49 | 77 | 126 | 79  |
| Bobby Hull      | Chicago Black Hawks | 74 | 58 | 49 | 107 | 48  |
| Gordie Howe     | Detroit Red Wings   | 76 | 44 | 59 | 103 | 58  |
| Stan Mikita     | Chicago Black Hawks | 74 | 30 | 67 | 97  | 52  |
| Ken Hodge       | Boston Bruins       | 75 | 45 | 45 | 90  | 75  |
| Yvan Cournoyer  | Montreal Canadiens  | 76 | 43 | 44 | 87  | 31  |
| Alex Delvecchio | Detroit Red Wings   | 72 | 25 | 58 | 83  | 8   |
| Red Berenson    | St. Louis Blues     | 76 | 35 | 47 | 82  | 43  |
| Frank Mahovlich | Detroit Red Wings   | 76 | 49 | 29 | 78  | 38  |
| Jean Ratelle    | New York Rangers    | 76 | 32 | 46 | 78  | 26  |

### Goleiros Líderes
Média de gols sofridos: Jacques Plante-St. Louis Blues- 1.96 gols contra por jgoo
Vitórias: Ed Giacomin-New York Rangers- 37 vitórias
Jogos sem sofrer gols: Glenn Hall-( St. Louis Blues)- 8 jogos

## Playoffs

### Tabela
|  | Quartas-de-final | Quartas-de-final    | Quartas-de-final |                   |    | Semifinais         | Semifinais | Semifinais |  |  | Final da Stanley Cup | Final da Stanley Cup | Final da Stanley Cup |  |
|  |                  |                     |                  |                   |    |                    |            |            |  |  |                      |                      |                      |  |
|  | 1                | Montreal Canadiens  | 4                |                   |    |                    |            |            |  |  |                      |                      |                      |  |
|  | 1                | Montreal Canadiens  | 4                |                   |    |                    |            |            |  |  |                      |                      |                      |  |
|  | 3                | New York Rangers    | 0                |                   |    |                    |            |            |  |  |                      |                      |                      |  |
|  | 3                | New York Rangers    | 0                |                   | 1  | Montreal Canadiens | 4          |            |  |  |                      |                      |                      |  |
|  | Divisão Leste    |                     |                  |                   | 1  | Montreal Canadiens | 4          |            |  |  |                      |                      |                      |  |
|  |                  |                     | 2                | Boston Bruins     | 2  |                    |            |            |  |  |                      |                      |                      |  |
|  | 2                | Boston Bruins       | 2                | Boston Bruins     | 2  | 4                  |            |            |  |  |                      |                      |                      |  |
|  | 2                | Boston Bruins       |                  |                   |    |                    |            |            |  |  |                      |                      |                      |  |
|  | 4                | Toronto Maple Leafs | 0                |                   |    |                    |            |            |  |  |                      |                      |                      |  |
|  | 4                | Toronto Maple Leafs | 0                |                   | E1 | Montreal Canadiens | 4          |            |  |  |                      |                      |                      |  |
|  |                  |                     |                  |                   |    |                    |            |            |  |  |                      |                      |                      |  |
|  |                  |                     | W1               | St. Louis Blues   | 0  |                    |            |            |  |  |                      |                      |                      |  |
|  | 1                | St. Louis Blues     | W1               | St. Louis Blues   | 0  | 4                  |            |            |  |  |                      |                      |                      |  |
|  | 1                | St. Louis Blues     |                  |                   |    |                    |            |            |  |  |                      |                      |                      |  |
|  | 3                | Philadelphia Flyers | 0                |                   |    |                    |            |            |  |  |                      |                      |                      |  |
|  | 3                | Philadelphia Flyers | 0                |                   | 1  | St. Louis Blues    | 4          |            |  |  |                      |                      |                      |  |
|  | Divisão Oeste    |                     |                  |                   | 1  | St. Louis Blues    | 4          |            |  |  |                      |                      |                      |  |
|  |                  |                     | 4                | Los Angeles Kings | 0  |                    |            |            |  |  |                      |                      |                      |  |
|  | 2                | Oakland Seals       | 4                | Los Angeles Kings | 0  | 3                  |            |            |  |  |                      |                      |                      |  |
|  | 2                | Oakland Seals       |                  |                   |    |                    |            |            |  |  |                      |                      |                      |  |
|  | 4                | Los Angeles Kings   | 4                |                   |    |                    |            |            |  |  |                      |                      |                      |  |

## Prêmios da NHL
| Prêmios de 1968-69 da NHL      | Prêmios de 1968-69 da NHL                    |
| ------------------------------ | -------------------------------------------- |
| Troféu Príncipe de Gales:      | Montreal Canadiens                           |
| Taça Clarence S. Campbell:     | St. Louis Blues                              |
| Troféu Art Ross:               | Phil Esposito, Boston Bruins                 |
| Troféu Memorial Bill Masterton | Ted Hampson, Oakland Seals                   |
| Troféu Memorial Calder:        | Danny Grant, Minnesota North Stars           |
| Troféu Conn Smythe:            | Serge Savard, Montreal Canadiens             |
| Troféu Memorial Hart:          | Phil Esposito, Boston Bruins                 |
| Troféu Memorial James Norris:  | Bobby Orr, Boston Bruins                     |
| Troféu Memorial Lady Byng:     | Alex Delvecchio, Detroit Red Wings           |
| Prêmio Mais/Menos da NHL:      | Bobby Orr, Boston Bruins                     |
| Troféu Vezina:                 | Glenn Hall & Jacques Plante, St. Louis Blues |
| Troféu Lester Patrick:         | Robert M. Hull                               |

### Times das Estrelas
| Primeiro Time                   | Position | Segundo Time                       |
| ------------------------------- | -------- | ---------------------------------- |
| Glenn Hall, St. Louis Blues     | G        | Ed Giacomin, New York Rangers      |
| Bobby Orr, Boston Bruins        | D        | Ted Green, Boston Bruins           |
| Tim Horton, Toronto Maple Leafs | D        | Ted Harris, Montreal Canadiens     |
| Phil Esposito, Boston Bruins    | C        | Jean Beliveau, Montreal Canadiens  |
| Gordie Howe, Detroit Red Wings  | RW       | Yvan Cournoyer, Montreal Canadiens |
| Bobby Hull, Chicago Black Hawks | LW       | Frank Mahovlich, Detroit Red Wings |

## Estreias
O seguinte é uma lista de jogadores importantes que jogaram seu primeiro jogo na NHL em 1968-69 (listados com seu primeiro time, asterisco(*) marca estreia nos play-offs):
- Bob Berry, Montreal Canadiens
- Guy Lapointe, Montreal Canadiens
- Jude Drouin, Montreal Canadiens
- Tony Esposito, Montreal Canadiens
- Brad Park, New York Rangers
- Pat Quinn, Toronto Maple Leafs
- Jean Pronovost, Pittsburgh Penguins

## Últimos Jogos
O seguinte é uma lista de jogadores importantes que jogaram seu último jogo na NHL em 1968-69 (listados com seu último time):
- Kenny Wharram, Chicago Black Hawks
- Kent Douglas, Detroit Red Wings
- Gilles Tremblay, Montreal Canadiens
- Allan Stanley, Philadelphia Flyers
- Billy Harris, Pittsburgh Penguins
- Doug Harvey, St. Louis Blues
- Pierre Pilote, Toronto Maple Leafs